# Mala Huba
Mala Huba – wieś w Chorwacji, w żupanii istryjskiej, w mieście Buzet. W 2011 roku liczyła 68 mieszkańców.